# Hurts Like Heaven
«Hurts Like Heaven» és una cançó de la banda britànica Coldplay llançada com a cinquè senzill del seu àlbum Mylo Xyloto el 27 de juliol de 2012.
Coldplay va anunciar el videoclip durant la convenció San Diego Comic-Con International de l'any 2012 i va penjar un tràiler de 30 segons del videoclip a Twitter, que van llançar el 8 d'octubre de 2012. Es tracta d'una animació futurista d'estil còmic dirigida per Mark Osborne amb il·lustracions d'Alejandro Fuentes, en la qual no apareix cap membre del grup.
Enregistrada en el 2010, Coldplay ja va interpretar la cançó en concerts realitzats durant el 2011, de fet, la primera vegada que es va sentir en públic fou en el Rock am Ring de Nuremberg, Alemanya, el 4 de juny de 2011.
Kat Krazy va realitzar una remescla oficial del senzill que es va fer públic el 28 de desembre de 2012.

## Llista de cançons
CD senzill promocional Europa
1. "Hurts Like Heaven" (edició ràdio) − 3:17
2. "Hurts Like Heaven" (versió senzill) − 4:02
3. "Hurts Like Heaven" (instrumental) − 4:02

Senzill iTunes
1. "Hurts Like Heaven" − 3:58

7"
1. "Hurts Like Heaven" − 3:17
2. "Us Against the World" (Directe 2012) − 3:52